# Plebeia alvarengai
Plebeia alvarengai är en biart som beskrevs av Jesus Santiago Moure 1995. Plebeia alvarengai ingår i släktet Plebeia och familjen långtungebin. Inga underarter finns listade i Catalogue of Life.